# These Are My Twisted Words
"These Are My Twisted Words" är en låt av det brittiska bandet Radiohead, släppt som singel den 17 augusti 2009 som gratis nedladdning från Radioheads webbsida.